# Йосафат (Мощич)
Єпископ Йосафа́т Мо́щич МЗСА (нар. 16 вересня 1976, Старий Розділ) — єпископ Української греко-католицької церкви; з 18 листопада 2017 року — єпископ новоствореної Чернівецької єпархії УГКЦ.

## Життєпис

### Юнацькі роки та навчання
Йосафат (Мощич) народився в смт Старий Розділ на Львівщині 16 вересня 1976 року. Упродовж 1982–1993 рр. навчався в Роздільській середній школі. У 1994–1999 роках навчався в Івано-Франківській духовній семінарії.
2000–2002 роках навчався в Папському Латеранському університеті в Римі. У 2003 році навчався у Салезіянському університеті в Римі.

### Монашество та священиче служіння
25 квітня 1998 року вступив на новіціят до Місійного Згромадження св. ап. Андрія, обравши чернече ім'я Йосафат. 14 серпня 1999 року склав перші дочасні обіти, а 15 вересня 2002 року — вічні обіти.
13 грудня 1998 року висвячений на диякона, а 26 вересня 1999 року — на священника.
21 жовтня 2003 року призначений настоятелем Місійного Згромадження св. Ап. Андрія терміном на 3 роки. 22 вересня 2006 р. на генеральній виборчій капітулі обраний генеральним Настоятелем Місійного Згромадження св. Ап. Андрія терміном на 6 років.
2004–2008 роках виконував служіння секретаря у Раді вищих настоятелів чоловічих інститутів богопосвяченого життя в Україні. Виконував служіння Голови місійно-євангелізаційного відділу Івано-Франківської єпархії, Синкела у справах мирянських рухів Івано-Франківської єпархії, координатора надзвичайного та делегованого служіння у справах екзорцизму та молитов особливого призначення Івано-Франківської єпархії.

### Єпископ
27 травня 2014 року, у Ватикані повідомлено про те, що Святіший Отець Франциск дав свою згоду на канонічне обрання Синодом Єпископів УГКЦ о. Йосафата Мощича єпископом-помічником Івано-Франківської архієпархії УГКЦ, надавши йому титулярний осідок Пульхеріополя.

## Правлячий єпископ Чернівецької єпархії
12 вересня 2017 року призначений єпископом новоствореної Чернівецької єпархії УГКЦ.

### Офіційна інтронізація
Архієрейська служба інтронізації нового правлячого єпископа відбулася 18 листопада 2017 року у Чернівцях. Урочисту інтронізаційну службу очолив Глава УГКЦ,.